# いがわゆり蚊
いがわ ゆり蚊（いがわ ゆりか、本名：井川 由梨香（読み同じ）、1982年9月5日 - ）は、吉本興業大阪本部に所属する日本のお笑いタレント、舞台女優。大阪府豊中市出身。京都嵯峨芸術大学（現・嵯峨美術大学）卒業。NSC大阪校27期生。
当初はbaseよしもと・5upよしもと（現・よしもと漫才劇場）に出演していたが、2014年2月に卒業し同年4月より吉本新喜劇座員となった。

## 来歴・人物
- 血液型はA型。
- 2007年2月27日の『ごきげん!ブランニュ』の1コーナー、「大集合!女芸人20人」に男と女の和田美枝、Dr.ハインリッヒ、スタンドアップ、スカイスクレイパー、キッチン、ギミック、ワタルwithオカン、ビタミンS、仙堂花歩、ぢゃいこ、宇都宮まき、ツジカオルコ、てっぺんらと共に出演。ネタ披露ではトップバッターを務め、レギュラー陣から笑いをとっていた。
- 公式ブログは平仮名を多用している。
- 藤井隆、ココリコと同郷。
- テクノポップユニットPerfumeに対抗して、女と男和田・ツジカオルコと「バキューム」というユニットを組んであらびき団に出演していたが解散。
- 大の鳥好きで同じ鳥好きの芸人を集めて「鳥の会」というパーティをしている、自身のブログのプロフィールに「とり大好き」と書いている。
- 2013年12月に行われた「吉本新喜劇金の卵7個目オーディション」の結果、2014年4月1日付けで吉本新喜劇に入団、同日になんばグランド花月にて行われた入団記者会見にて7個目オーディション合格者代表として挨拶した。
- 2014年11月18日から11月24日までなんばグランド花月にて上演された川畑泰史座長舞台「時をかけぬおっちゃん」で新喜劇同期の小寺真理らと舞台デビューし、その様子は同年12月6日放送分のよしもと新喜劇で放送された。
- 2023年5月2日、結婚したことを報告[1]。

## 芸風
十八番ネタの「中国人留学生」は、アルバイト先にいた留学生がモデルとなっているという。その他にもユニバーサル・スタジオ・ジャパンの係員に扮したパロディネタ、NHK教育テレビジョンの「NHK外国語講座」のパロディ「チェンバル語講座」のネタ（後述）などがある。またネタ作りのためにキャバクラでアルバイトしていた。新喜劇の舞台では、少ししゃくれたアゴをいじられることがある。しゃくれアゴでサ行が言えない吉本新喜劇の諸見里大介（もろみじゃと）から見ていがわと交際するのはNGとネタ番組で度々言っていた。

### チェンバル語講座
チェンバルという架空の国・地域で話されているという架空の言語の講座として日常会話を恐ろしい顔で意味不明な言語を話し、その後同じ顔で日本語訳を話すという内容。「わたしもそう思います」「やめてください」「明けましておめでとうございます」「くさい」「無理です」「まずい」などの会話をネタにしている。

## 出演番組

### テレビ

#### 現在
- よしもと新喜劇（毎日放送）※ピン芸人時代に2010年4月3日放送分でゲスト出演した後、2014年12月6日より新喜劇座員として出演。

#### 過去
- 爆笑ピンクカーペット（フジテレビ）※キャッチコピーは「チクッと刺すわよ」（第1回）→「あなたのハートひと刺しします」（第5回）
- 麒麟の部屋（GAORA）
- 上方演芸ホール（NHK大阪放送局）
- あらびき団（TBS系列、2007年10月17日）
- おもろい若手!出てこいや!（ヨシモト∞）
- しゅんげー!ベスト10（ABCテレビ）
- 今夜もハッスル（サンテレビ、2008年5月31日）
- 笑いの万博 集まれ!ピーターパン（日本テレビ、2008年8月16日）
- 痛快!明石家電視台（毎日放送、2008年10月6日）
- 爆笑レッドカーペット（フジテレビ、2008年10月15日～）※キャッチコピーは「チクッと刺すわよ」
- オールザッツ漫才（毎日放送、2009年1月1日）
- よしもとモノマネGP（毎日放送、2009年2月21日）
- 千鳥のぼっけぇTV!（GAORA、2010年4月21日）
- 堂本兄弟（フジテレビ、2010年5月2日）

### ラジオ
- 千鳥のなんしょんなぁ!（2006年-2007年、ABCラジオ）

## 受賞歴
- 2005年 Rｰ1ぐらんぷり 努力賞受賞
- 2006年 第27回ABCお笑い新人グランプリ 新人賞受賞
- 2007年 第28回ABCお笑い新人グランプリ 優秀新人賞受賞
- 2009年 第30回ABCお笑い新人グランプリ 新人賞受賞